# 渔山列岛
渔山列岛，(北纬28°53.3' 东经122°16.5') 。有南北之分，通常所说的渔山岛指的是北渔山。由54个岛礁组成，距大陆最近点象山县石浦镇47.5公里，属于象山县管辖。渔山列岛附近渔业资源丰富，各地渔民千百年一直在此捕捞，并以两主岛为栖息之地和航标，故以“渔山”称之。北渔山是列岛中唯一有人居住的岛屿，面积0.44平方公里。
当地特产淡菜和海蜒，渔山海蜒质量最佳，是宁波著名海特产品。

## 地理
列岛由13岛41礁组成，呈东北-西南排列，其中面积大于500平方米的岛屿有28个。
13个有植被覆盖的岛屿是：北渔山、南渔山、伏虎礁、高虎礁、尖虎礁、仔虎礁、竹桥屿、多伦礁、观音礁、坟碑礁、大白礁、小白礁、大礁

## 历史
象山渔民早在数百年前就捕捞海蜒，为便于在渔山列岛捕捞海蜒，在200年前就在岛上定居。北渔山在清代就有居民20余户。南渔山在1955年迁台以前也有柯姓约20户居住。这些住民为福建泉州同安县移民后裔，使用闽南语，中華民國政府於1955年將大陳島軍民撤退到台湾时，南北渔山居民悉数迁台，多住在台東縣的富岡新村，其中较有名望的有柯受良、柯有綸兩父子等。现在北渔山住有100多户渔民，为1958年从石浦迁入，南渔山则未有居民定居，仅有断壁残垣，但南侧有小型码头可供渔船靠泊。
1895年清朝光绪二十一年，上海海关耗银5万两建成北渔山灯塔，当时是远东最大灯塔。后经战乱多次被毁，1987年7月15日重建，是中国最大的现代化灯塔之一。塔身为铸铁圆塔身，高19米，红白相间，灯塔高海拔103.6米，射程25海里。
岛上仍有国共内战后期大陳島撤退以前，国军部队的工事以及少将司令何卓权据守海岛的遗址。
2006年，中国人民解放军海军在“五虎礁”岛上竖立了领海基点石碑。2008年，由国家海洋局批准同意建立渔山列岛国家级「海洋生态特别保护区」。

## 旅游
渔山的岛礁，以“五虎礁”著名，“五虎礁”在北渔山以东三四百米的海面上，是中国领海基点岛之一，有11个岛礁组成，因其中的四岛一礁形如五虎卧疆而得名，当地自古还流传着渔山岛五兄弟为了铲除海魔化身为五虎礁的故事。
北渔山另有“仙人桥”，位于西南岸悬崖，顶部塌陷，只留下一条几公尺宽的石梁飞跨南北，高约20多公尺，宽约30多公尺，所以又叫“破城门”。涨潮时分，仙人桥下惊涛骇浪，声如雷鸣，行走其上会有双腿发颤的感觉。
由于越来越多游客慕名而来，岛上开起了多家家庭旅社，提供住宿以及海鲜餐饮。